# Pfingstgemeinde bei Zennern
Koordinaten: 51° 7′ 1″ N, 9° 19′ 25″ O

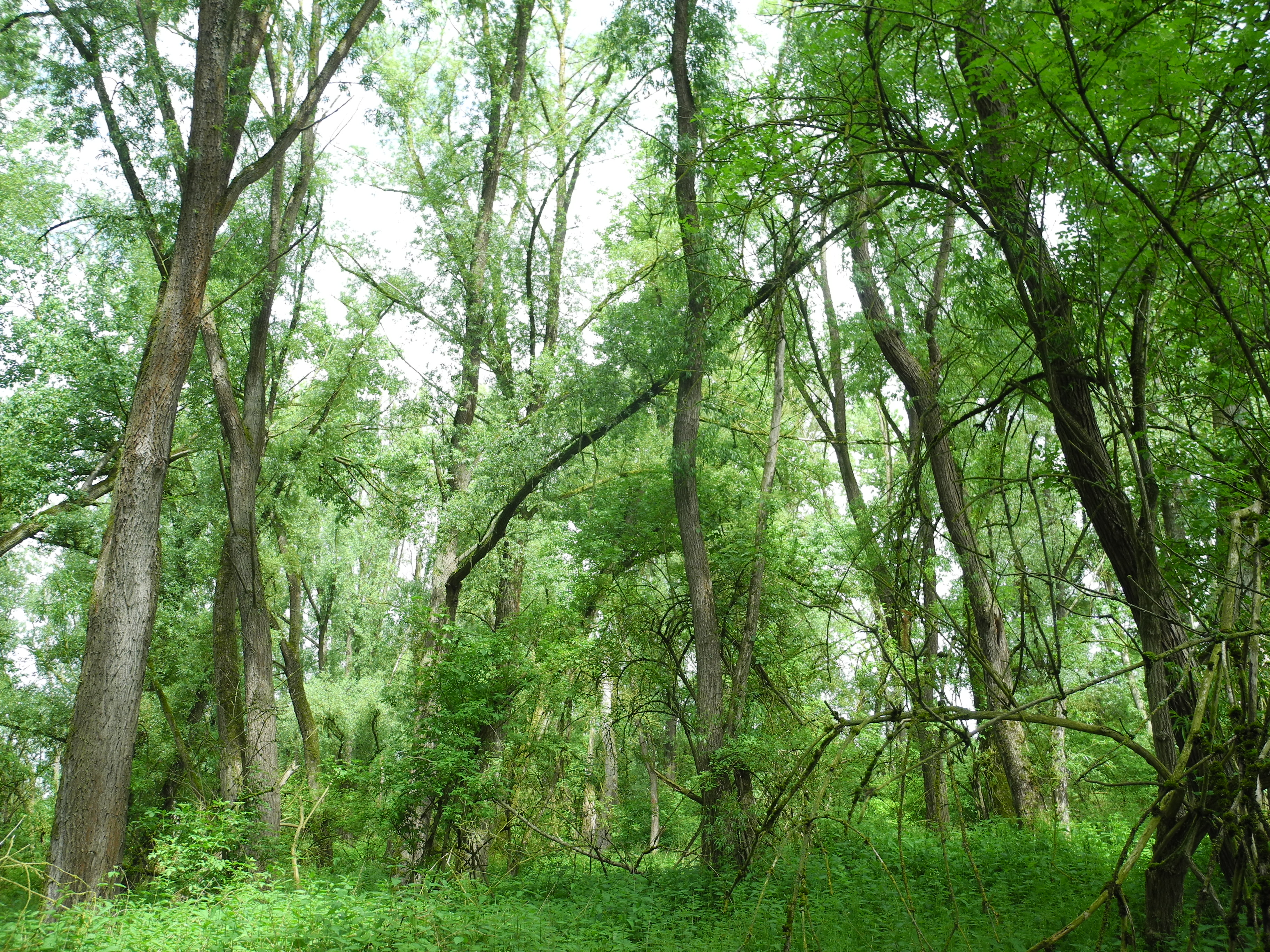
Naturschutzgebiet Pfingstgemeinde bei Zennern (Juni 2021)

Das Naturschutzgebiet Pfingstgemeinde bei Zennern liegt in der Gemarkung von Zennern, einem Ortsteil der Gemeinde Wabern im Schwalm-Eder-Kreis in Hessen.
Das 7,76 ha große Gebiet, das Teilfläche des etwa 1664,6 ha großen FFH-Gebietes 4822-304 Untere Eder ist, wurde im November 1985 unter der Kennung 1634012 unter Naturschutz gestellt. Es erstreckt sich nördlich von Zennern. Nördlich des Gebietes fließt die Eder und liegt das 75,2 ha große Naturschutzgebiet Ederauen bei Obermöllrich und Cappel. Westlich und südlich des Gebietes verläuft die Kreisstraße K 12.
Das Gebiet besteht aus teilweise feuchten Ruderalflächen mit Gebüsch- und Baumbeständen und umfasst eine ehemalige Kies- und Sandabbau- sowie Deponiefläche. Ein Wirtschaftsweg führt in Nord-Süd-Richtung quer durch das Schutzgebiet.
Zweck der Unterschutzstellung ist, gemäß Para. 2 der Verordnung vom 26. November 1985, „eine insbesondere ornithologisch und herpetologisch bedeutsame Sukzessionsfläche in ausgeräumter Feldflur zu erhalten“.